# Marcos Ramírez de Prado y Ovando
Marcos Ramírez de Prado y Ovando OFM (Madrid, 24 de abril de 1592-Ciudad de México, 14 de mayo de 1667) fue un eclesiástico español del siglo XVII.

## Biografía
Tomó el hábito de los frailes menores franciscanos en 1601 y cursó la carrera eclesiástica en la Universidad de Salamanca. 
Consagrado sacerdote, en las provincias de Córdoba y Granada, realizó varios oficios y llegó a ser vicecomisionario de las Indias. 
En 1632, fue propuesto por el Rey para Obispo de Chiapas, a donde llegó el 29 de marzo de 1635. 
Fue trasladado a la Diócesis de Michoacán, a la que gobernó 26 años. 
En 1643 asistió ejemplarmente a la población indígena en ocasión de peste, y en 1660 colocó la primera piedra de la Catedral de Valladolid, conforme al proyecto de Vicente Barroso de la Escayola. 
En 1666, se le cambió a la Arquidiócesis de México, en cuya sede murió poco después sin haber recibido las bulas correspondientes.